# Adventkerk (Utrecht)
De Adventkerk in Utrecht was tot april 2015 gevestigd in een voormalig woonhuis aan de Hamburgerstraat, dat uit de 18e eeuw stamt. De kelder van het gebouw met kroonlijst is middeleeuws. Het pand werd in 1948 aangekocht door het Kerkgenootschap der Zevende-dags Adventisten, kortweg de zevendedagsadventisten (ZDA), ook bekend staand als "de Adventkerk". Het pand werd na aankoop grondig verbouwd. Er werd bovendien een grote, open doopvont aangebracht: in adventgemeentes vindt wereldijd de volwassenendoop middels onderdompeling plaats. Het pand, dat eveneens "Adventkerk" werd genoemd, werd vanaf 1949 in gebruik genomen ter viering van erediensten en overige samenkomsten. De doopvont is verdwenen na de verkoop van het pand, dat in 1967 de status van Rijksmonument kreeg en is verbouwd tot kantoor. 
Vanaf 2015 worden de diensten van ZDA-Utrecht, op zaterdagochtend (sabbat), gehouden in de moderne Triumfatorkerk aan de Marco Pololaan in Kanaleneiland-Zuid, die door de adventisten is aangekocht. Zij noemen de Triumfatorkerk nu ook "Adventkerk".
In plaatsen met vestigingen van het kerkgenootschap dragen een aantal andere kerkgebouwen ook de de naam "Adventkerk", zoals het geval is in Leeuwarden en West-Souburg. Adventisten hebben in Amsterdam-Zuid, Antwerpen, Apeldoorn, Arnhem, Den Haag, Deventer, Groningen, Hilversum, en in Rotterdam-Noord en Rotterdam-Zuid eveneens gebouwen in gebruik die onder de naam "Adventkerk" bekend staan. 
Ook een aantal andere denominaties voeren voor kerkgebouwen de naam Adventkerk. Dit is het geval in Aerdenhout en Amersfoort (PKN), Amstelveen (NAK), Bunschoten-Spakenburg (PKN Gereformeerd) en in Veenendaal (GG).